# لي جاي هيوك
لي جاي هيوك (مواليد 20 مايو 1969) هو ملاكم كوري جنوبي، مثّل بلاده في الألعاب الأولمبية الصيفية 1988 وحقق الميدالية البرونزية في فئة وزن الريشة.

## روابط خارجية
لي جاي هيوك على موقع أوليمبيديا (الإنجليزية)